# DJI Mavic Pro
A Mavic Pro a kínai DJI cég kisméretű, kompakt drónja, amely hobbi és kereskedelmi célú légi fényképezésre és videózásra használható. 2016 októberében jelent meg. A cég a modellt a GoPro Karma konkurensének szánta és annál lényegesen sikeresebb is lett. Kamerája, amely megegyezik a DJI Phantom 4 kamerájával, alkalmas a 4K felbontású videók készítésére. Módosított, javított változata a Mavic Platinum.

## Jellemzői
A kvadkopter kialakítású gép legfőbb jellemzője a kompakt kialakítás és a kis tömeg. A rotorok behajtható karokon helyezkednek el. A rotorok ugyancsak összehajthatók, a motorokra bajonettzárral rögzíthetők. Összecsukott rotortartó karokkal a gép befoglaló méretei 83×83×198 mm. Méretének köszönhetően a gép egy kis oldaltáskában is hordozható.
A háromcellás lítium-polimer akkumulátor a gép közepén helyezkedik el. Okosakku funkcióval rendelkezik, hosszabb üzemen kívüli időszak után az akkumulátor alacsonyabb töltöttségre meríti magát az élettartam megőrzése érdekében. Az akkumulátoron található a gép bekapcsoló gombja. Mellettük négy kisméretű zöld LED helyezkedik el a töltöttség ellenőrzéséhez. A bekapcsológomb egyszeri rövid megnyomásával ellenőrizhető a töltöttség. A bekapcsolás a gomb egy rövid megnyomásával, majd elengedés után az újbóli, hosszú nyomva tartásával történik. A teljesen töltött akkumulátor szélcsendes időben 27 perces maximális üzemidőt tesz lehetővé.
Kontrollere szintén kompakt kialakítású. A kontroller behajtható sínjeibe okostelefon és tablet rögzíthető, amely USB kábellel csatlakoztatható a kontrollerhez. A kontrollernek saját LCD kijelzője is van, amelyen a legalapvetőbb repülési információkat (magasság, sebesség, repülési idő, üzemmód) jeleníti meg. A mobil eszközön a gép irányításához a DJI GO 4 applikáció áll rendelkezésre. Ez iOS és Android platformra érhető el. Applikáció nélküli irányítás esetén a gép repülési magasságát 30 m-re, a repülési távolságot 50 m-re korlátozták.

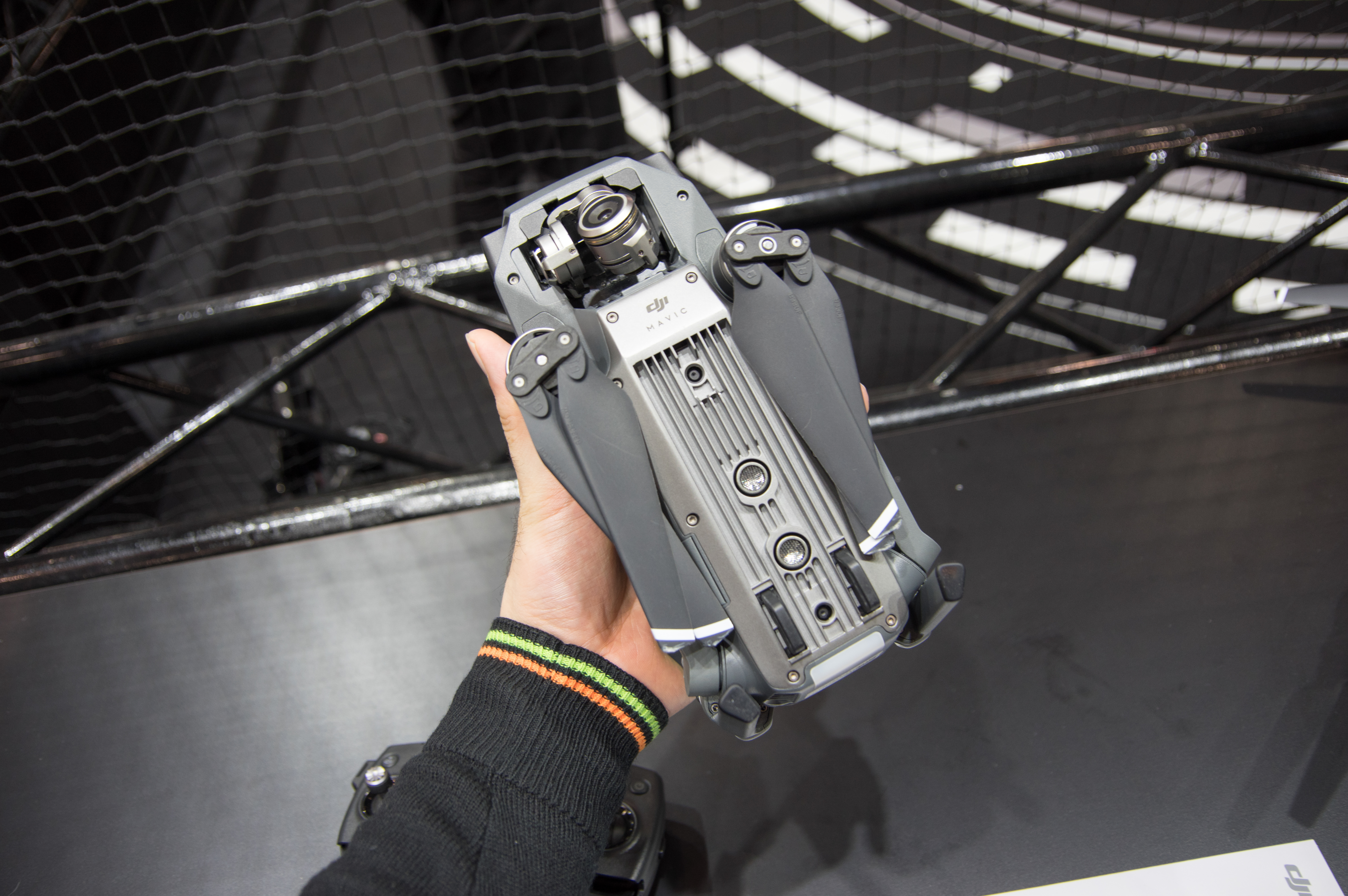
A Mavic Pro összecsukott állapotban. A gép alsó részén jól látható az alumínium hűtőbordák között a két ultrahangos érzékelő (középen), mellettük, szélen az optikai stabilizáló rendszer két kamerája.

Wi-Fi üzemmódban kontroller nélkül, Okostelefonról vagy tabletről a DJI GO 4 applikációval közvetlenül is irányítható. Ekkor  azonban a drónnal mindössze  száz méter a kapcsolat hatótávolsága. Az RC és a Wi-Fi üzemmód közötti átkapcsolást  a gép jobb oldalán egy mikrokapcsoló biztosítja. Mellette található a microSD formátumú memóriakártya aljzata. A géphez legfeljebb 512 GB kapacitású memóriakártya használható.
12 megapixeles kamerája Sony Exmor R IMX377 szenzorral rendelkezik. Ez video üzemmódban HD és 4K felbontásra képes. Ugyanilyen kamerával van felszerelve a DJI Phantom 4 gép is, de annak a látószöge 94°, míg a Mavic Pro esetében 78°. A kamera stabilizált, gimbalra függesztett. A függőleges síkban 0–90° között mozgatható. A kamera védelmére egy átlátszó műanyag burkolat szerelhető a gépre, bár ennek tükröződése bizonyos fényviszonyoknál zavaró lehet.
A Mavic Pro a DJI első olyan drónja, amely kézmozdulatokkal is vezérelhető, pl . beprogramozott kézmozdulatra képes fényképet készíteni. A DJI drónok szokásos üzemmódjain kívül a Mavic Pro alkalmas követő üzemmódra is. A 2017. április 11-i v01.03.0600 firmware frissítés óta merevszárnyú üzemmódban (Fixed Wing Mode) is repülhet, ekkor a drón a fordulókban ugyanúgy bedől, mint a hagyományos merev szárnyú repülőgépek. A két elülső rotortartó karon előre néző piros navigációs fényjelek találhatók. Emellett egy hátrafelé néző nagyméretű piros, zöld és sárga fény kibocsátására alkalmas fényjellel van ellátva, amely a gép vizuális követhetőségének segítése mellett a repülési üzemmódokról is információt biztosít (pl. merülő akkumulátor, vészüzemmód).
Stabilitásáról az inerciális mérőegységen (IMU) kívül lefele néző optikai rendszere is gondoskodik. A rendszer két kamerája által biztosított kép alapján érzékeli a terep fölötti elmozdulást. Akadálykerülő rendszerrel van felszerelve. Ennek két előre néző kamerája a gép homlokfalán, a fő kamera fölött található. Felszerelték két lefele néző ultrahangos érzékelővel is, amely megakadályozza a földhöz csapódást és sima leszállást biztosít. A műholdas navigációs rendszerek közül a GPS és a GLONASZSZ jeleit tudja venni, akár 32 jelet egyszerre.
A gép 5000 m-es magasságig képes emelkedni, az irányítórendszere 7 km-es hatótávolságot biztosít.
Legnagyobb vízszintes repülési sebessége 65 km/h, emelkedő képessége 5 m/s, legnagyobb süllyedési sebessége 3 m/s.

## Mavic Platinum
2017 augusztusában, a berlini IFA elektronikai szakkiállításon mutatták be a Mavic Pro javított változatát, a Mavic Platinum gépet. Külső megjelenésében a legfőbb eltérés az ezüst szín, a Mavic Pro korábbi szürke színétől eltérően. A módosítás során javítottak az elektronikus motorvezérlésen és a légcsavarok aerodinamikai kialakításán. Ennek következtében 3 perccel hosszabb lett a maximális repülési idő (30 perc), valamint csendesebb lett a repülés, 4 dB-el csökkent hangnyomásszint.

## Műszaki adatok

### Szoftverek
- Firmware: V01.04.0500 (2018.09.03.)[4]
- Applikáció:
  - iOS: DJI GO 4 v4.3.32
  - Android DJI GO 4 v4.3.32